# Buctzotz
Buctzotz är en ort i Mexiko.   Den ligger i kommunen Buctzotz och delstaten Yucatán, i den östra delen av landet, 1 100 km öster om huvudstaden Mexico City. Buctzotz ligger 8 meter över havet och antalet invånare är 7 162.
Terrängen runt Buctzotz är mycket platt. Runt Buctzotz är det glesbefolkat, med 10 invånare per kvadratkilometer. Buctzotz är det största samhället i trakten. Trakten runt Buctzotz består till största delen av jordbruksmark.